# Jean-François Longeot
Jean-François Longeot, né le 27 décembre 1956 à Reims, est un homme politique français. Il est élu sénateur du Doubs le 28 septembre 2014. Au 7 octobre 2020, il devient président de la Commission du Développement durable (Sénat). 

## Biographie
Il est maire d'Ornans de 1995 à 2015 (réélu en mars 2014) et président de la communauté de communes du Pays d'Ornans. À l'occasion de la création de la commune nouvelle d'Ornans, le 1er janvier 2016, il décide de ne pas se représenter comme maire.
En 2007, il est élu député-suppléant de la deuxième circonscription du Doubs.
Il est aussi conseiller général élu dans le canton d'Ornans à partir de 1998 mais en démissionne le 29 septembre 2014 à la suite de son élection au Sénat.
Il conduit une liste divers droite, soutenue par Jean-François Humbert, sénateur sortant et ancien président du conseil régional, lors des élections sénatoriales de septembre 2014 et remporte l'un des trois sièges, et intègre le groupe Union centriste.
Il soutient Alain Juppé pour la primaire présidentielle des Républicains de 2016.
En 2020, il devient président de la commission de l’aménagement du territoire et du développement durable (CATDDa).
En 2024, il rejoint le parti Horizons.